# Robert von Massow
Robert August Valentin Albert Reinhold von Massow (* 26. März 1839 in Gumbin; † 16. Dezember 1927 in Wiesbaden) war ein preußischer General der Kavallerie und Präsident des Reichsmilitärgerichts.

## Leben

### Herkunft
Robert entstammte dem pommerschen Adelsgeschlecht von Massow. Er war der Sohn des Gutsbesitzers und preußischen Kammerherren August Karl Valentin von Massow (1799–1882) und dessen Ehefrau Wilhelmine Marie, geborene von Glasenapp (1816–1873).

### Militärkarriere
Massow absolvierte das Realgymnasium in Danzig und besuchte anschließend die Kadettenhäuser Kulm und Berlin. Er trat dann am 2. Mai 1857 als charakterisierter Portepeefähnrich in das 1. Garde-Ulanen-Regiment der Preußischen Armee ein. Mit der Beförderung zum Sekondeleutnant wurde Massow am 12. März 1859 in das Grenadier-Regiment Nr. 12 versetzt. Im Sommer 1863 bat Massow, nachdem er bereits vorher zur Landwehr übergetreten war, um die Auswanderung nach Nordamerika. Hier wollte er auf Seiten der Konföderierten am Sezessionskrieg teilnehmen.
Nachdem er am 4. Juli 1863 in New York angekommen war, reiste Massow weiter in den Süden. Seine Bitte um Anstellung bei der Konföderierten Armee wurde ihm jedoch abschlägig beschieden. Erst auf ein Empfehlungsschreiben seines Landsmanns Heros von Borcke an General James Ewell Brown Stuart bewirkte eine Verwendung und Massow wurde daraufhin einem Verband unter John S. Mosby zugewiesen. Mit diesem nahm er dann an verschiedenen Gefechten teil, bis er am 22. Februar 1864 bei Dranesville durch einen Lungenschuss schwer verwundet wurde. Seine Heilung nahm über ein halbes Jahr in Anspruch und Massow kehrte, ohne wieder aktiv Dienst erhalten zu haben, im Frühjahr 1865 nach Deutschland zurück.
Als im Jahre 1866 der Krieg gegen Österreich ausbrach, stellt er sich umgehend zur Verfügung und erhielt am 29. Juni 1866 eine Stelle bei der Landwehrkavallerie des III. Armee-Korps. Bereits drei Tage später wurde er dem Reserve-Landwehr-Dragoner-Regiment überwiesen. Während des Krieges war Massow jedoch an keinen Kampfhandlungen beteiligt. Auf seine Initiative hin wurde Massow am 14. November 1866 in das Aktivenverhältnis übernommen und im Dragoner-Regiment Nr. 11 in Belgard angestellt. Bereits nach einem Jahr stieg er zu Regimentsadjutant auf und wurde am 22. März 1868 Premierleutnant. Als solcher folgte am 14. Oktober 1869 seine Versetzung nach Stettin als Adjutant der 3. Kavallerie-Brigade. Mit der Mobilmachung zu Beginn des Deutsch-Französischen Krieges teilte man Massow zunächst dem Stab der 1. Kavallerie-Division zu, kam aber bereits am 13. August 1870 als Adjutant zur 1. Reserve-Kavallerie-Brigade. Mit ihr kämpfte er im Kriegsverlauf bei Colombey, Straßburg, am Ognon, bei Longeau, Villersexel und Pontarlier. Zwischenzeitlich wurde Massow für seine Verdienste am 5. November 1870 mit dem Eisernen Kreuz II. Klasse ausgezeichnet. Im März 1871 ernannte man ihn zum Adjutant der neu aufgestellten 31. Kavallerie-Brigade. Auf diesem Posten verblieb er jedoch nur wenige Wochen, bis Massow schließlich nach Kriegsende am 27. Mai 1871 zum Rittmeister befördert und gleichzeitig zum Eskadronchef im Oldenburgischen Dragoner-Regiment Nr. 19 ernannt wurde. Am 19. September 1871 erhielt Massow noch das Eiserne Kreuz I. Klasse.
Massow kann dann am 8. Februar 1876 in das 2. Pommersche Ulanen-Regiment Nr. 9 und wurde von dort direkt nach Posen kommandiert, um hier die Stelle als Adjutant beim Generalkommando des V. Armee-Korps zu übernehmen. Am 22. November 1877 folgte seine Versetzung in den Großen Generalstab nach Berlin, wo er in der Eisenbahnabteilung tätig war und dort am 25. Januar 1878 zum Major befördert wurde. Von Dezember 1879 bis April 1882 gehörte Massow dem Generalstab der 3. Division an, war anschließend bis Mitte Dezember 1882 im Generalstab des VI. Armee-Korps sowie bis Mitte April 1884 im Generalstab des III. Armee-Korps. Mit Wirkung zum 15. April 1884 wurde er wieder in den Großen Generalstab versetzt bei gleichzeitiger Kommandierung zum 2. Garde-Dragoner-Regiment „Kaiserin Alexandra von Rußland“. Massow wurde dann am 14. Februar 1885 zum Kommandeur des in Schwedt stationierten 1. Brandenburgischen Dragoner-Regiments Nr. 2 ernannt und am 14. Juli 1885 zum Oberstleutnant befördert. Nach zwei Jahren gab er das Regiment ab, um dann Chef der Kavallerieabteilung im Kriegsministerium zu werden. Bereits seit 24. Februar 1887 war Massow zudem Mitglied der Kommission zur Prüfung und Feststellung einer Felddienstordnung. Auf eigenen Wunsch hin schied er am 16. April 1888 aus seiner Stellung im Kriegsministerium und erhielt dann das Kommando über das 2. Garde-Ulanen-Regiment. Als Oberst (seit 4. August 1888) beauftragte man ihn am 16. April 1889 mit der Führung der 25. Kavallerie-Brigade (Großherzoglich Hessische) in Darmstadt und ernannte ihn schließlich am 14. Juli 1889 zum Brigadekommandeur. Während seiner Zeit in der hessischen Residenzstadt wurde er am 15. Dezember 1890 Generalmajor. Am 14. Mai 1894 versetzte man ihn dann bei gleichzeitiger Beförderung zum Generalleutnant nach Straßburg und ernannte ihn dort zum Kommandeur der 30. Division.
Massow war ab 5. April 1898 Kommandierender General des IX. Armee-Korps und wurde in dieser Stellung am 22. März 1899 zum General der Kavallerie befördert. In Vertretung des erkrankten Präsidenten des Reichsmilitärgerichts kommandierte man ihn dann ab 20. Oktober 1903 nach Charlottenburg. Bereits neun Tage später erfolgte unter Versetzung zu den Offizieren à la suite der Armee seine Ernennung zum Präsidenten des Reichsmilitärgerichts. Er gab diese Position aber knapp drei Jahre später ab, da sich der Kaiser in eines seiner Urteile eingemischt hatte. Massow wurde am 21. September 1906 mit Pension zur Disposition und gleichzeitig à la suite des 1. Brandenburgischen Dragoner-Regiments Nr. 2 gestellt.
Für seine langjährigen Verdienste erhielt Massow 1906 eine Domherrenstelle im  Domstift Brandenburg und wurde als dessen Vertreter in das Preußische Herrenhaus berufen.

### Familie
Massow heiratete in erster Ehe am 10. Januar 1868 in Berlin Martha von Loeper (1848–1872), die Tochter des Gutsbesitzers Johann von Loeper, Gutsherr auf Nessin, und der Emilie Steffenhagen. In zweiter Ehe heiratete er am 18. November 1875 in Oldenburg (Oldb) die verwitwete Elisabeth Luise Henriette Sophie, Witwe des Gebhard Anton von Trotha (1840–1871), geborene Freiin von und zu Egloffstein (1846–1919), die Tochter des großherzoglich oldenburgischen Kammerherrn Julius Freiherr von und zu Egloffstein, oldenburgischer Generalleutnant und Generaladjutant, und der Sophie Freiin von Pretlack. Beide brachten jeweils zwei Kinder in die Ehe und hatten noch drei gemeinsame Kinder. Eine Tochter aus dieser Verbindung heiratete den Hamburger Kaufmann Alexander von Oesterreich. Deren jüngster Sohn ist der Schauspieler, Regisseur und Autor Axel von Ambesser (eigentlich Axel Eugen Alexander von Oesterreich).
Sein ältester Sohn aus erster Ehe Ewald von Massow wurde Generalleutnant, SS-Gruppenführer und Amtsleiter bei der Reichsleitung der NSDAP.

## Orden und Ehrenzeichen
- Kronenorden I. Klasse am 16. Januar 1898
- Großkreuz des Roten Adlerordens mit Eichenlaub am 18. Januar 1901
- Schwarzer Adlerorden am 1. Januar 1905